# ديف دولينج
ديف دولينج (بالإنجليزية: Dave Dowling)‏ هو لاعب كرة قاعدة أمريكي، ولد في 23 أغسطس 1942 في باتون روج في الولايات المتحدة.

## وصلات خارجية
- ديف دولينج على موقعبيزبول رفرنس.كوم (الدوري الرئيسي) (الإنجليزية)